# 栗原 (新座市)
栗原（くりはら）は、埼玉県新座市の町名。現行行政地名は栗原一丁目から六丁目。郵便番号は352-0035。

## 地理
埼玉県新座市最南端に位置し、埼玉県最南端の町名となっている。東京都西東京市、東久留米市とも接している。地域の半分程度が東京都との境に接しており、やや入り組んでいる。西東京市のひばりヶ丘駅も近く、地区内の店舗名にもひばりが丘が多くみられる。東京都との結びつきが強い地域である。

## 歴史
地名は片山村の字名に由来する。もとは江戸期より存在した片山十ヶ村のひとつの栗原村であった。
- 1972年（昭和47年）7月1日 - 住居表示の実施に伴ない[4]、大字片山の一部から栗原一丁目〜六丁目が成立[5]。

## 世帯数と人口
2017年（平成29年）1月1日現在の世帯数と人口は以下の通りである。
| 丁目       | 世帯数    | 人口     |
| ---------- | --------- | -------- |
| 栗原一丁目 | 1,468世帯 | 3,467人  |
| 栗原二丁目 | 405世帯   | 904人    |
| 栗原三丁目 | 984世帯   | 2,177人  |
| 栗原四丁目 | 944世帯   | 1,875人  |
| 栗原五丁目 | 1,537世帯 | 2,721人  |
| 栗原六丁目 | 1,538世帯 | 2,721人  |
| 計         | 6,876世帯 | 13,832人 |

## 小・中学校の学区
市立小・中学校に通う場合、学区（校区）は以下の通りとなる。
| 丁目       | 番地   | 小学校             | 中学校             |
| ---------- | ------ | ------------------ | ------------------ |
| 栗原一丁目 | 全域   | 新座市立栗原小学校 | 新座市立第五中学校 |
| 栗原二丁目 | 1〜3   | 新座市立八石小学校 | 新座市立第五中学校 |
| 栗原二丁目 | その他 | 新座市立野寺小学校 | 新座市立第五中学校 |
| 栗原三丁目 | 1〜8   | 新座市立野寺小学校 | 新座市立第五中学校 |
| 栗原三丁目 | その他 | 新座市立栗原小学校 | 新座市立第五中学校 |
| 栗原四丁目 | 全域   | 新座市立野寺小学校 | 新座市立第五中学校 |
| 栗原五丁目 | 全域   | 新座市立野寺小学校 | 新座市立第五中学校 |
| 栗原六丁目 | 全域   | 新座市立栗原小学校 | 新座市立第五中学校 |

## 交通

### 道路
- 東京都道・埼玉県道25号飯田橋石神井新座線
- 東京都道・埼玉県道24号練馬所沢線
- 東京都道・埼玉県道234号前沢保谷線
- 東京都道・埼玉県道36号保谷志木線

### 鉄道
| 隣接する街区の駅                | バス利用で利用可能駅                         |
| ------------------------------- | -------------------------------------------- |
| 西武池袋線 - ひばりヶ丘駅(SI13) | 東武東上線 - 朝霞台駅(TJ 13) - 志木駅(TJ 14) |

### バス
- 西武バス新座営業所が街区内の路線を運行している。
- コミュニティバス　にいバス

## 施設
1丁目
- 新座市立栗原小学校

3丁目
- 新座市役所栗原出張所
- 新座警察署栗原交番
- 新座市第二保育園
- 市立武野集会所

4丁目
- 浅間上児童遊園

5丁目
- 青梅信用金庫新座支店
- 一本松児童遊園